# 廣州市歷史文化名城保護委員會
廣州市歷史文化名城保護委員會，或名城保護委員會，簡稱市名城委，是廣州市政府所設立針對名城保護工作的協調、指導、監督機構，於1998～1999年開始成立。其為當局最早設立的廣州歷史文化名城保護機構。

## 歷史
在1990年代初成立時全稱為廣州市歷史文化名城保護辦公室，是直接隸屬於市政府的辦事機構，負責協調下屬的文物、規劃、建設等行政機構、統籌保護歷史建築。然而其在2003年的機構改革後遭到裁撤，直到2009年新河浦事件發生後，在專家呼籲下才得以恢復。當時恢復後成為廣州市規劃局下設的“名城處”。

## 架構組成
早期設立時的名城委，是由包括原廣州市城鄉建設委員會、市規劃局、市國土局、市文化局等十幾個行政機構參與，而由廣州市政府辦公廳領導而開展工作，又由規劃局主要負責。後廣州市名城辦公室被併入市文化局。

## 職能
名城委設立之初的職責，主要為監督執行有關名城保護的法律、法規，審核名城保護工作重大事項，組織審核歷史文化保護區等。同時，還設立了名城委的辦公室（名城辦），負責日常事務。